# Кировский район (Донецк)
Ки́ровский райо́н (укр. Кіровський район) — район на западе и юго-западе Донецка — крупнейший по площади и численности населения. Площадь района составляет 68 км², основан в 1937 году.

## Население
Население района по переписи 2001 года составляло 168 029 человек.

### Языковой состав
Родной язык населения по данным переписи 2001 года:
| Язык       | Численность, чел. | Доля     |
| ---------- | ----------------- | -------- |
| Украинский | 16 588            | 9,87 %   |
| Русский    | 150 477           | 89,55 %  |
| Другое     | 964               | 0,58 %   |
| Итого      | 168 029           | 100,00 % |

## Достопримечательности
- Дворцы культуры имени И. Я. Франко, имени Н. А. Островского, шахты «Лидиевка», Юбилейный
- Спорткомплексы «Кировец», «Юбилейный», «Текстильщик», ледовый дворец «Лидер»
- Кладбище немецких военнопленных
- Памятник жертвам политических репрессий (на месте бывшего массового захоронения на Рутченковом поле).

## Жилые микрорайоны
- преимущественно многоэтажной застройки:
  - Абакумова
  - Бирюзова
  - Мирный
  - Площадь Свободы
  - Солнечный
  - Текстильщик
  - Широкий
- преимущественно одноэтажной застройки:
  - Красный
  - Лидиевка
  - Победа
  - Пятихатки
  - Рутченково
  - Семашко
  - Флора
  - Шахты № 19

Комитеты общественного самоуправления: шахта имени Абакумова, шахта 17-17 бис, шахта № 19, Лидиевка, Бирюзова, завод Гормаш, Коксохимзавод, Хлебозавод, Текстильщик-1, Текстильщик-1а, Текстильщик-2, Текстильщик-3, Текстильщик-4, Жилкооп, Донбассэнерго, Рутченково, Семашко, Мирный, Широкий.

## Основные улицы
- ул. Петровского,
- ул. Кирова ,
- ул. Куприна ,
- ул. Текстильщиков,
- ул. Коммунаров,
- ул. Пинтера,
- ул. Терешковой,
- ул. Кронштадтская,
- ул. Карла Маркса,
- ул. Узловая,
- просп. Семашко

## Здравоохранение
- Городская больница № 24 («Семашко»), есть родильное отделение
- Городская больница № 25 («Абакумова»)
- Городская больница № 26
- Городская больница № 27 («Текстильщик»)
- Детская городская больница № 3

## Промышленные предприятия
Действующие предприятия:
- шахты «Кировская» (ГХК «Донецкуголь»), «Лидиевка» (ГХК «Донецкуголь»), имени Е. Т. Абакумова (ГХК «Донуголь»), имени Скочинского (ГХК «Донуголь»),
- Производственное объединение «Текстиль-Контакт-Донбасс»
- Рутченковский машиностроительный завод
- Заводы и фабрики Южного промузла (хлебозавод, молокозавод и другие).

Предприятия, прекратившие работу:
- «Донецккокс» (Рутченковский цех — закрыт в 2008 году)*
- Рутченковский пивоваренный завод
- Шахта № 19,12,14,30,31.

## Транспорт
- Донгорэлектротранспорт:
  - троллейбус — маршруты № 17 (в центр города), № 20, 21 (по району)
  - трамвай — маршруты 5, 8 (в центр города), № 16 (из центра района до хлопчатобумажного комбината у границы с Петровским районом),
- Автостанция «Абакумова» (на Красногоровку)
- Метрополитен — планируются станции: «Мариупольская», «Кировская», «Площадь Свободы», «Озёрная», «Текстильщик», «Рутченково».
- железнодорожная станция Рутченково.
- железнодорожная станция Мандрыкино